# Barringtonia papuana
Barringtonia papuana là một loài thực vật có hoa trong họ Lecythidaceae. Loài này được Lauterb. mô tả khoa học đầu tiên năm 1910.